# Révfülöp
Révfülöp é uma vila da Hungria, situada no condado de Veszprém. Tem 10,36 km² de área e sua população em 2019 foi estimada em 1.174 habitantes.